# Sea Cliff
Sea Cliff es una villa ubicada en el condado de Nassau, Nueva York, Estados Unidos. Según el censo de 2020, tiene una población de 5.062 habitantes.
Está ubicada a unos 40 kilómetros al este de Manhattan, en la Costa de Oro (Golden Coast) de Long Island, donde tiene su propia playa.

## Geografía
La localidad está ubicada en las coordenadas 40°50′46″N 73°39′02″O / 40.84611, -73.65056 (40.846158, -73.65043). Según la Oficina del Censo, la ciudad tiene un área total de 5.08 km² de la cual, 2.89 km² es tierra y 2.19 km² es agua.

## Demografía
Según la Oficina del Censo en 2000 los ingresos medios por hogar en la localidad eran de $78,501, y los ingresos medios por familia eran $100,576. Los hombres tenían unos ingresos medios de $65,469 frente a los $41,146 para las mujeres. La renta per cápita para la localidad era de $41,707. Alrededor del 2.6% de la población estaban por debajo del umbral de pobreza.
De acuerdo con la estimación 2015-2019, el ingreso promedio de los hogares es de $ 132,545 y el ingreso per cápita es de $ 68,681. El 8.5% de la población está en situación de pobreza.

## Personalidades destacadas
- La actriz Natalie Portman tuvo una propiedad en la localidad.[6]